# Contrainte technique
Une contrainte technique est une donnée d'entrée dans la recherche d'une solution technique. Elle va compliquer le développement ou la mise en œuvre d'une solution.
La contrainte peut être assimilée à un obstacle, à de la censure. Mais les limitations techniques, scientifiques, économiques, les lois de la nature, les délais, etc. sont souvent des contraintes qui amènent au progrès, comme la création des machines volantes pour « vaincre » la gravité. Dans le cas de la fabrication des Liberty ships, les contraintes socio-techniques de la production en grande quantité, à faible coût et en un temps minimal (conditions de guerre), a conduit à la création de l’ingénierie systémique. Quoique subie, elle produit les mêmes effets que la contrainte artistique volontaire, car la contrainte peut être résolue par l'innovation :
« […] Les contraintes ne sont ni des obstacles ni des barrières ou des entraves. Pour les sous-systèmes téléonomiques qu'elles contraignent – les organismes dans la nature, les personnes dans la société – elles sont les principes de créativité, les règles dont l’application rendent possibles la complexité de l'organisation. Dans les systèmes de communication, les contraintes des codes utilisés permettent – mais ne déterminent pas – l’organisation de l'information en messages réciproquement intelligibles par ceux qui partagent les codes. »
— Anthony Wilden, Système et Structure. Essais sur la communication et l’échange, p. 523
En ingénierie, une contrainte est donc une condition à satisfaire. On identifie la « fonction de contrainte » pendant l'établissement d'un cahier des charges. Celui-ci spécifie la(les) fonction(s) de service et permet d’inventorier la(les) fonction(s) de contrainte que le mécanisme doit remplir. L'étude de contrainte peut à son tour imposer une nouvelle étude à un niveau de considération plus détaillé (analyse descendante) : on en vient alors à hiérarchiser les différents « niveaux de contrainte ».